# Armand Henri Jules Marie de Polignac
Pour les articles homonymes, voir Armand de Polignac et Polignac.
Pour les autres membres de la famille, voir Maison de Polignac.
Armand de Polignac, 4e prince pontifical de Polignac 6e duc de Polignac (Paris 8e, 2 février 1872 - Villers-Vermont (60), 4 décembre 1961), propriétaire et conseiller municipal de Villers-Vermont. Il succède à son père, Héracle, 5e duc de Polignac (1843-1917), au titre ducal.

## Biographie
Armand de Polignac est le fils aîné d'Héracle, 5e duc de Polignac (1843-1917) et de Odette Frotier de Bagneux (1848-1893). Il a notamment deux frères cadets, Henri de Polignac (1878-1915, maire de Pont-Scorff, mort pour la France) et François de Polignac (1887-1981), ancien parlementaire.
Il succède à son père, au titre de duc de Polignac, le 20 novembre 1917.

### Mariage et descendance
Armand de Polignac épouse à Paris, les 5 et 6 mai 1902, la princesse Marie-Hélène de Bauffremont Courtenay, princesse de Marnay (1878-1947), fille d'Eugène de Bauffremont Courtenay, 6ème duc de Bauffremont, cousin du Roi, et de Maria-Cristina Osorio de Moscoso y Borbón (1850-1904), 9e duchesse d'Atrisco, 10e marquise de Leganès et de Morata de la Vega. Par sa mère, son épouse est une descendante de la famille royale d'Espagne, et, par celle-ci, des rois de France Louis XIV et Louis XV. Elle lui apporte le château de Mercastel, à Villers-Vermont. Tous deux ont 5 enfants :
- princesse Yolande de Polignac(1903-1991), mariée en 1930 avec François, marquis des Roys (1903-1970), dont postérité  ;
- princesse Élisabeth de Polignac (1904-1978), mariée en 1929 avec le baron Eugène Lambert de Cambray (1899-1984), dont postérité  ;
- princesse Marie-Odette de Polignac (1905-1995), sans alliance  ;
- princesse Marie-Hélène de Polignac (1908-1941), sans alliance  ;
- Jean-Héracle de Polignac, 7e duc de Polignac en 1961 (1914-1999), marié en 1941 avec Marie-Madeleine d'Arnoux (1907-1996). Dont postérité.

Armand de Polignac décède le 4 décembre 1961 au château de Mercastel, à Villers-Vermont.

### Décorations
- Croix de guerre 1914-1918
- Médaille militaire